# Prințesa Anna de Saxonia (1903–1976)
Prințesa Anna Monika Pia de Saxonia, Ducesă de Saxonia (germană Prinzessin Anna Monika Pia von Sachsen, Herzogin zu Sachsen) (4 mai 1903 – 8 februarie 1976) a fost al șaptelea și cel mai mic copil al regelui Frederic Augustus al III-lea al Saxoniei și a soției acestuia, Arhiducesa Louise de Austria. A fost sora mai mică a lui Georg, Prinț Moștenitor al Saxoniei și Friedrich Christian, Margraf de Meissen. Prin căsătoria cu Arhiducele Joseph Francis de Austria, Anna a devenit membru al Casei de Habsburg-Lorena și Arhiducesă de Austria și Prințesă a Ungariei, Croației și Boemiei.

## Căsătorie și copii
La 4 octombrie 1924, Anna s-a căsătorit cu Arhiducele Joseph Francis de Austria, fiul cel mare al Arhiducelui Joseph August de Austria și a Prințesei Auguste Maria de Bavaria. Anna și Joseph Francis au avut opt copii:
- Arhiducesa Margit de Austria (17 august 1925 - 3 mai 1979); s-a căsătorit cu Alexander Erba-Odescalchi, Prinț de Monteleone, a avut copii;
- Arhiducesa Ilona de Austria (20 aprilie 1927 - 11 ianuarie 2011); s-a căsătorit cu Georg Alexander, Duce de Mecklenburg
- Arhiducesa Anna-Theresia (19 aprilie 1928 - 28 noiembrie 1984)
- Arhiducele Joseph Arpád de Austria (8 februarie 1933 - 30 aprilie 2017); s-a căsătorit cu Prințesa Maria von Löwenstein-Wertheim-Rosenberg
- Arhiducele István Dominik de Austria (n. 1 iulie 1934); s-a căsătorit cu Maria Anderl
- Arhiducesa Maria Kynga (n. 27 august 1938); s-a căsătorit prima dată cu Ernst Kiss și a doua oară cu Joachim Krist la 30 martie 1988.
- Arhiducele Géza de Austria (n. 14 noiembrie 1940); s-a căsătorit cu Monika Decke
- Arhiducele Michael de Austria (n. 5 mai 1942); s-a căsătorit cu Prințesa Christiana de Löwenstein-Wertheim-Rosenberg